# Рафаель Пуаре
Рафаель Пуаре (фр. Raphaël Poirée, 9 серпня 1974) — французький біатлоніст, олімпійський призер, багаторазовий чемпіон світу, переможець Кубка світу.
Рафаель Пуаре виступав на міжнародних змаганнях з 1999 по 2007. Серед його здобутків 44 перемоги на етапах Кубка світу і загалом 103 подіуми. Він чотири рази вигравав Великий кришталевий глобус переможця Кубка за підсумками сезону: у сезонах 1999/2000, 2000/2001, 2001/2002, 2003/2004.
Олімпійські здобутки Пуаре скромніші — він виграв срібну медаль в індивідуальній гонці в Солт-Лейк-Сіті, двічі був бронзовим медалістом в естафеті — в Солт-Лейк-Сіті та Турині.
Рафаель Пуаре був одружений із норвезькою біатлоністкою Лів Ґрете Пуаре. Подружжя має трьох дітей. Влітку 2013 вони оголосили про розлучення. Після завершення спортивної кар'єри у 2008 був тренером збірної Білорусі з біатлону, згодом працював у будівельній компанії. У 2009 році він пережив важку дорожну аварію, внаслідок якої ледь не став паралізованим на все життя.